# Rivière Patrick Ouest
Pour les articles homonymes, voir Patrick.
La rivière Patrick Ouest est un affluent de la rivière à Patrick coulant dans le territoire non organisé de Passes-Dangereuses, dans la municipalité régionale de comté de Maria-Chapdelaine, dans la région administrative du Saguenay-Lac-Saint-Jean, au Québec, au Canada. Le cours de cette rivière coule entièrement dans la zec des Passes. La rivière Patrick Ouest traverse le canton de Tanguay.
La foresterie constitue la principale activité économique du secteur ; les activités récréotouristiques, en second.
Quelques routes forestières secondaires desservent la vallée de la rivière Patrick Ouest, surtout pour les besoins de la foresterie et des activités récréotouristiques,,.
La surface de la rivière Patrick Ouest habituellement gelée de la fin novembre au début avril, toutefois la circulation sécuritaire sur la glace se fait généralement de la mi-décembre à la fin mars.

## Géographie
Les principaux bassins versants voisins de la rivière Patrick Ouest sont :
- côté Nord : rivière Doucet, Petite rivière Péribonka, ruisseau Marguerite, crique aux Chiens, crique François, crique Louise, rivière Mistassibi ;
- côté Est : rivière des Épinettes Noires, lac aux Grandes Pointes, rivière du Nord, rivière Alex, rivière Péribonka ;
- côté Sud : rivière des Aigles, rivière Manigouche, rivière Alex, rivière Épiphane, Petite rivière Péribonka, rivière Péribonka ;
- côté Ouest : rivière Mistassibi, Petite rivière Péribonka, rivière Perron[2].

La rivière Patrick Ouest prend sa source d’un ruisseau entre deux montagne (altitude : 386 m). Cette source de la rivière est située à :
- 10,8 km au Nord-Est du cours de la Petite rivière Péribonka ;
- 13,3 km à l’Ouest du lac aux Grandes Pointes lequel est traversé vers le Sud par la rivière Alex ;
- 7,2 km au Nord-Ouest de l’embouchure de la rivière Patrick Ouest (confluence avec la rivière à Patrick via le lac des Bleuets Secs) ;
- 8,9 km au Nord de l’embouchure de la rivière à Patrick (confluence avec la rivière des Aigles via le lac des Aigles) ;
- 25,0 km au Nord-Ouest de l’embouchure de la rivière des Aigles (confluence avec la rivière Alex).

À partir de sa source (lac non identifié), située dans la zec des Passes, entre le cours de la rivière Alex (situé du côté Est) et le cours de la Petite rivière Péribonka (situé du côté Ouest), le cours de la rivière Patrick Ouest descend sur 9,0 km entièrement en zones forestières dans une vallée entourée de montagnes, selon les segments suivants :
- 5,0 km vers le Sud-Est, en serpentant d’abord entre deux montagnes, puis en traversant une plaine, jusqu’à la rive Nord-Ouest du lac Patrick Ouest ;
- 4,0 km vers le Sud-Est, en traversant sur 3,6 km le lac Patrick Ouest (longueur : 3,9 km ; altitude : 288 m), jusqu'à l'embouchure de la rivière. Note : le lac Patrick Ouest reçoit du côté Nord les eaux du Crique aux Chiens[2].

L'embouchure de la rivière Patrick Ouest se déverse sur la rive Nord d’une baie du lac aux Bleuets Secs lequel est traversé par la rivière à Patrick. Cette confluence est située à :
- 15,4 km au Nord-Est du cours de la Petite rivière Péribonka ;
- 6,1 km à l’Ouest du lac aux Grandes Pointes (traversé vers le Sud par la rivière Alex) ;
- 7,8 km au Nord-Est de l’embouchure de l’embouchure de la rivière à Patrick (confluent avec la rivière des Aigles) ;
- 16,9 km au Nord-Est de l’embouchure de la rivière des Aigles (confluent avec la rivière Alex) ;
- 32,3 km au Nord de l’embouchure de la rivière Alex (confluence avec la rivière Péribonka) ;
- 58,7 km au Nord-Est de l’embouchure de la rivière Péribonka (confluence avec le lac Saint-Jean) ;
- 56,0 km au Nord-Ouest de l’embouchure du lac Saint-Jean (confluence avec la Grande Décharge) ;
- 61,2 km au Nord-Ouest du centre-ville d’Alma[2].

À partir de l’embouchure de la rivière Patrick Ouest, le courant traverse vers le Sud le lac aux Bleuets Secs, descend le cours de la rivière à Patrick vers l’Ouest, la rivière des Aigles, la rivière Alex, puis la rivière Péribonka d’abord vers le Nord-Ouest, puis vers le Sud-Ouest. À l’embouchure de cette dernière, le courant traverse le lac Saint-Jean vers l’Est, puis emprunte le cours de la rivière Saguenay vers l’Est jusqu'à la hauteur de Tadoussac où il conflue avec le fleuve Saint-Laurent.

## Toponymie
Le terme « Patrick » constitue un prénom.
Le toponyme « rivière Patrick Ouest » a été officialisé le 9 juillet 1981 à la Banque des noms de lieux de la Commission de toponymie du Québec.